# 16F876
16F876 est le nom d'un microcontrôleur Microchip de la famille PIC 16Fxxx.

## Désignation
16F876 dont le numéro 16 signifie qu'il fait partie de la famille "MID-RANGE", est la famille de PIC qui travaille sur des mots de 14 bits.
La lettre F indique que la mémoire programme de ce PIC est de type "Flash".
Les trois derniers chiffres permettent d'identifier précisément le PIC, ici c'est un PIC de type 876.
La référence 16F876 peut avoir un suffixe du type "-XX" dans lequel XX représente la fréquence d'horloge maximale que le PIC peut recevoir.

## Caractéristiques du 16F876
Fonctionne à 20 Mhz maximum.
Possède :
- 35 instructions (composant RISC),
- 8Ko de mémoire Flash pour le programme,
- 368 octets de RAM,
- 256 octets de d'EEprom,
- 2 compteurs/ timers de 8 bits (timer0 et timer2),
- 1 compteurs/ timers de 16 bits (timer1),
- 1 Watchdog,
- 13 sources d'interruption,
- 22 entrées/sorties configurables individuellement, dont 5 analogiques,
- Mode SLEEP.
- 2 comparateurs( + 1 generateur de Vref pour la version 16F876A)
- possibilité de debugage ou de bootloader

## Brochagedu PIC16F876A
Le microcontrôleur est réalisé en technologie CMOS. Les signaux sont compatibles cmos.